# 44 (số)
44 (bốn mươi bốn) là một số tự nhiên ngay sau 43 và ngay trước 45 và nó là một hợp số. 44 là số chia hết cho 1, 2, 4, 11, 22, 44.